# Trasimensko jezero
Trasimensko jezero (italijansko Lago Trasimeno, izgovorjava [ˈlaːɡo traziˈmɛːno], latinsko Trasumennus, etruščansko Tarśmina) je jezero v pokrajini Perugia, v deželi Umbrija v Italiji na meji s Toskano. Jezero je južno od reke Pad in severno od bližnje reke Tibere, ima površino 128 km2 in je četrto po površini v Italiji. (Je nekoliko manjše od Komskega jezera) Samo dva manjša potoka se izlivata direktno v jezero in noben ne izteka. Nivo vode jezera znatno niha glede na količino padavin in sezonskih potreb mest, vasi in kmetij v bližini obale.

## Jezero
Trasimeno je plitvo, blatno in bogato z ribami, vključno s ščukami, krapi in linji. V zadnjih 10 letih je bilo v povprečju globoko 5 metrov. Jezero Trasimeno je endoreično vodno telo; je zaprto jezero, ki sprejema vodo, vendar nima iztoka. Druga endoreična vodna telesa po svetu so na primer Kaspijsko jezero, Aralsko jezero, Veliko slano jezero v Utahu. Izhlapevanje lahko privede do kopičenja mineralov v vodi, kar ima za posledico slane razmere, zaradi česar so ta jezera občutljiva na pritiske zaradi onesnaženja.
Plitke vode so pomenile, da so uspevali malarijski komarji. Za boj proti malariji so bile v 1950-ih iz ZDA uvožene nekatere ribe, ki jedo ličinke komarjev. Te ribe so široko razpršene, nekatere pa živijo v jezerih blizu Trasimena. Čeprav pojedo ogromno ličink, je še vedno veliko komarjev in drugih žuželk.
Kakovost vode v jezeru je še vedno zelo dobra, kot je pokazala raziskava zaščite skupine Italia Nostra leta 2005. To naj bi bilo v veliki meri posledica majhne populacije in pomanjkanja velikih kmetij na tem območju.
Predlog za izčrpavanje jezera za reševanje težav z malarijo in globinskimi spremembami je bil zavrnjen. Konec 19. stoletja so spremembe nivoja rešili z izgradnjo prekopa v bližini San Feliciano. To je tudi zmanjšalo težavo z malarijo.

### Izvor in zgodnja zgodovina
Pred tremi milijoni let je bilo v tem delu Umbrije plitvo morje. Depresija, ki je nastala zaradi geoloških prelomov, je omogočila oblikovanje današnjega Trasimenskega jezera.
Zgodovinsko je bilo Trasimeno znano kot Perugijsko jezero, saj je bilo pomembno za severozahodno Umbrijo in okrožje toskanska Chiana. V prazgodovini se je to jezero razširilo skoraj do Perugije. Trasimeno je mitološka figura, združena z Agillo, nimfo, rojeno v Agellu, danes griču na sredini med Perugijo in Trasimenom, prej otokom v jezeru.
Prva civilizacija, ki je naselila to območje, so bili Etruščani. Tri glavna etruščanska mesta – Perugia, Chiusi in Cortona - so oddaljena 20 kilometrov od jezera. Malo fizičnih dokazov je ostalo iz etruščanskega obdobja ali poznejših rimskih naselbin. Castiglione del Lago ima nekaj rimskih razvalin, njegove glavne ulice pa so strukturirane kot šahovnica v rimskem slogu.
Bitka pri Trasimenskem jezeru se je zgodila na severni obali jezera aprila 217 pr. n. št. med drugo punsko vojno. Natančna lokacija bitke ni znana, ker se je jezero razširilo naprej proti severu; bitka bi se lahko vodila med Cortono in Tuoro. V bližini Cortone je kraj, imenovan Ossaia, v italijanščini za 'kostnica'. Drug kraj glede bitke je kraj z imenom Sanguineto, katerega ime je povezano z italijanskim izrazom sangue, kar pomeni 'kri' ali, verjetno, 'krvavo mesto'.

### Lokalno podnebje
Podnebje okoli jezera je precej toplo, zime so zmerne. Poletja so lahko zelo topla in vlažna, na splošno pa jezero moderira podnebje tako v hladnih kot toplih pogojih, ker tudi plitva voda daje zmerno termično vztrajnost. Od maja do septembra je temperatura dovolj visoka, da omogoča kopanje. Leta 1929 je hladna zima zamrznila celotno površino jezera in čez led so se lahko vozili z avtomobili. Hladne zime 1957, 1985 in 2002 so povzročile veliko škode na oljkah v bližini. Manj huda zamrznitev se je zgodila leta 1991. Glede na širino jezera je zamrznitev še vedno redek pojav.

### Nivo vode
Nivo vode v jezeru je zelo odvisen od količine sezonskega dežja in se lahko iz leta v leto močno spreminja. Nivo vode je po navadi najnižje poleti (od septembra do oktobra), najvišje pa spomladi (aprila in maja).
Trasimeno ima na vzhodu visoke hribe, ki pomagajo ujeti dež in delno zaščititi jezero pred hladnimi vzhodnimi vetrovi. Večina vode v jezeru prihaja iz mreže potokov na zahodni strani jezera. Referenčna vodna gladina jezera je določena na 257,33 m nmv. Ta raven ustreza največji globini okoli 6 m. Načrtujejo se ukrepi za znižanje vodostaja le, če je ta višji od 257,60 m nmv, a ker je bila najvišja meja postavljena le občasno, je jezero tako visoko.
Po drugi svetovni vojni se je obala jezera umaknila za kilometer na zahodu (vzhodna obala je globlja in bolj strma). Leta 1958 je voda jezera dosegla najnižjo zabeleženo raven in sicer -2,63 m v primerjavi z referenčno gladino. Od leta 1958 se je raven ponovno povečala in je junija 1989 dosegla referenčno raven. Potem ko je gladina vode spet padla, se je leta 2003 obala umaknila za več kot 100 metrov, raven pa se je oktobra 2003 znižala na -1,85 m v primerjavi z referenčno vrednostjo. Od leta 2004 do poletja 2006 je bilo veliko dežja. V zadnjih 20 dneh avgusta 2005 je padlo 150 mm dežja, v preostalem delu leta pa več kot 700 mm. Na žalost je bilo v naslednjih petih letih dežja premalo (zlasti v letih 2006 in 2007 so bile zime zelo suhe, poletja vroča), zato je bil do oktobra 2012 vodostaj -1,51 m v primerjavi z referenčnim. Na srečo so bile zime od leta 2012 zelo deževne, zato se je gladina jezera postopoma povečevala, da je februarja 2014 dosegla referenčno raven. Aprila 2014 se je vodostaj še povečal in je dosegel 0,30 m nad referenčno vrednostjo .
Leta 2012 je bil odprt prekop iz akumulacijskega jezera Montedoglio v Toskani za oskrbo s kmetijstvom in obrežja mest in s tem odpravljena potreba po črpanju vode iz jezera.

### Zaščita
Prebivalci občin okoli Trasimena in Umbrijci so uspešno zaščitili svoje jezero, katerega vode so primerne za kopanje in katerih doline in otoki so nedotaknjeno okolje. Leta 1995 je bil na celotni površini in obalah ustanovljen naravni park. Leta 2003 je bila okoli jezera odprta 50 km dolga kolesarska steza, ki turistom omogoča, da raziskujejo okolico. Obstajajo tudi pohodne poti, predvsem čez hribe na vzhodni strani.
V zadnjih dvajsetih letih so v jezero uvedli več tujih vrst (luzijanski rak (Procambarus clarkii), črni somič (Ameiurus melas), Psevdorazbora in navadna zlata ribica (Carassius auratus), ki ogrožajo avtohtono vodno življenje. Zlata ribica je bila prva tujerodna vrsta, ki je bila uvedena v jezero in danes predstavlja približno 50 % celotne prisotnosti rib.

## Okolica jezera
Polovica Trasimena je obdana z griči, bogatimi z oljkami, ki so pomemben kmetijski vir. Na zahodni obali blizu Toskane so vinogradi, gojijo tudi sadje in zelenjavo. Hribi so precej nižji in podnebje toplejše. Monte Subasio v bližini Assisija je približno 70 km proti vzhodu in Monte Amiata, približno 70 km proti zahodu. Vegetacija vključuje borovce, vrbe in topole okoli obrežja.
Glavna naselja so Passignano sul Trasimeno, Tuoro, Monte del Lago, Torricella, San Feliciano, San Arcangelo, Castiglione del Lago in Borghetto. Castiglione del Lago ima najdaljšo obalo, saj je na edinem pomembnem jezerskem polotoku. To je bil morda otok, ki so ga Rimljani pridružili kopnemu.
Okoli jezera so stara majhna mesta in osamljeni gradovi, kot sta grad Zocco in stolp blizu Passignana. Monte del Lago je bil prvotno zgrajen za nadzor ceste od Trasimena do Perugie.

### Letalstvo
Lokalno letališče Eleuteri v bližini Castiglione del Lago je bilo nekoč ena glavnih letalskih šol v Italiji z elegantnimi zgradbami, ki so jih poleti 1944 uničile nemške čete. To letališče je bilo nekoč skoraj tako veliko kot Castiglione. Blaga klima in popolna vidnost še vedno omogočajo uporabo tega letališča za letalske mitinge.
Na nekdanjem letališču obstaja socialno središče. Glavni vodni tok, hudournik Paganico, je letališče ločil od mesta.
Na nasprotni obali, v mestu Passignano, je bila tovarna letal SAI Ambrosini. To je zdaj opuščeno kot industrijsko središče, vendar se še vedno uporablja kot socialno središče. Ustanovljeno je bilo pred približno 80 leti, zgradbe še vedno obstajajo v bližini železniške postaje Passignano sul Trasimeno. To podjetje je izdelalo več vrst letal, ki jih je zasnoval ing. Sergio Stefanutti. Letala so bila testirana na letališču Eleuteri, le nekaj kilometrov stran od te tovarne. Eleuteri je bil uporabljen tudi kot testno središče za napredno letalo Ambrosini SS.4, ki je strmoglavilo na drugem poletu in projekt so opustili.

### Povezave
Trasimeno je sorazmerno oddaljen od vseh večjih italijanskih mest, od katerih je najbližja Perugia. Pred več kot 100 leti je bila zgrajena zgodovinska železnica z glavno železniško postajo v Terontoli. Manjše železniške postaje so v Passignanu in Castiglione del Lago.
Zaradi povečanega prometa so pred približno 30 leti zgradili cesto čez Passignano v Perugijo. Ta cesta gre blizu severne in vzhodne obale Trasimena in do Perugije in Assisija. Obstajajo tudi številne manj pomembne ceste, na primer statal 75, zlasti na zahodni strani jezera. Avtocesta A1 poteka pet kilometrov zahodno od jezera.

### Plovba
Za plovbo po jezeru veljajo strogi predpisi. Za celoten obod jezera Trasimeno je vzpostavljen zaščiten pas na razdalji 150 metrov od obale jezera in obale otokov. V zaščitenem pasu je plovba dovoljena samo za plovila, katerih največja dolžina je 9 metrov na vodni črti, ki jih poganja veslo ali jadro, pri največji hitrosti dveh vozlov. Izjeme veljajo za uradne čolne, ki jih poganja motor samo v vodi pred pristaniškimi območji ali dovoljenimi pristajalnimi mesti.
V pristanišču Passignano so tudi trajekti, 3 majhni, 2 srednje velika in dva velika (dve palubi), imenovana Perusia in Agilla II, s privezom v pristanišču Passignano in tudi dva bagra. Obstajajo pristanišča v Castiglione del Lago (pred kratkim popolnoma obnovljena), S. Arcangelo, S. Feliciano, Tuoro in več manjših sidrišč.

## Otoki
V jezeru so trije otoki. Največji od teh otokov je Isola Polvese, skoraj 1 km2. Drugi največji, Isola Maggiore, je edini naseljen. Majhna ribiška vasica, ki je svoj višek dosegla v 14. stoletju, ima danes le okrog trideset prebivalcev. Večina zgradb, vključno z ruševinami frančiškanskega samostana, izvira iz 14. stoletja.
Maggiore je hribovit, medtem ko je Polvese ravninski in griči, Minore pa spominja na nagnjeno mizo. Minore je zdaj nenaseljen, v preteklosti pa je imel vas z več kot 500 prebivalci. Pred mnogimi stoletji je ob obali, v bližini samostana Olivetan, stal grad s peterokotno zgradbo. Grad še vedno ostaja, razvaline cerkve in samostana pa so skoraj popolnoma ohranjene, kljub opuščanju v 17. stoletju zaradi malarije. Malarijo so izkoreninili šele v 1950-ih. Pojavile so se tudi druge težave, saj so Trasimeno premagali Chiusi, Panicale, Perugia in Firence.
Firenške čete so v 17. stoletju porušile Polvese, naselje je začelo propadati, dokler do 19. stoletju ni obstajal le oskrbnik. Od številnih hiš ni ostalo nič.
Otok Minore v bližini Maggiora je zdaj nenaseljen, popolnoma ga pokriva lokalno rastje, razen majhnega sidrišča. V starih časih je prišlo do ločitve med obema skupnostima, saj je bil Polvese daleč stran od Maggiore-Minore. Po krajevnih zgodbah sta se obe skupnosti borili druga proti drugi, resnični problemi pa so bili v regionalnih silah, ki so se stoletja borile za to jezero.
Lokalno se je uporabljala ribolovna tehnika, imenovana Tuoro ali pesca da tuori. Ta zapleten sistem je bil sestavljen iz lesene pasti v vodi in krožne konstrukcije, ki drži mrežo okoli nje. Mreže so ujele ribe, ki so jih nato odpeljali v vas, da so jih posušili. Ta sistem je deloval ob visokem vodostaju, in je bil opuščen, ko je nivo padel. Pred nekaj leti je bil v bližini pristanišča otoka Polvese zasnovan navidezen tak sistem.

## Trasimenski gradovi
Okoli Trasimenskega jezera so gradovi, mnogi so v središču majhnih naselij, drugi osamljeni in v razvalinah. Otoki Castiglione del Lago, Passignano, Magione, Maggiore in Polvese imajo gradove, medtem ko so grad Zocco, grad Montali in drugi na vrhovih hribov.
Grad Guglielmi na otoku Maggiore je bil zgrajen v poznem 19. stoletju na temeljih stare frančiškanske cerkve in je bil dolga leta priljubljen kraj. Do leta 1998 je bil še viden, nato so ga zaprli, ker je zgradba postala nevarno nestabilna. Zdaj ga obnavlja novi lastnik, vendar dela še zdaleč niso končana.
Med Monte del Lago in S. Feliciano je grad Zocco, porušen desetletja. Je v zasebni lasti, vendar ni vzdrževan. Je eden največjih gradov na tem območju in edini, ki ima v svojih stenah iz peščenjaka še vedno nedotaknjeno srednjeveško podobo. Pred leti je bil verjetno naseljena, saj je tam stavba, opremljena s TV anteno, zdaj pa je njen edini vhod zaprt. Najbolje ohranjeni deli sta vzhodna in južna stena, ki sta vse bolj ogroženi, ker se napake stene povečujejo. Preostali zidovi so večinoma porušeni ali propadli. Eden od južnih stolpov ima v sredini dve ogromni razpoki
Nagnjeni stolp Vernazzano (N43 13.210 E12 06.084), visok približno 20 metrov, se nagiba kot znameniti Poševni stolp v Pisi. Ta edinstven ostanek starodavnega gradu je bil zgrajen pred letom 1089, ko je družina Marchiones cel grad podarila samostanu Città di Castello. Leta 1202 je padel pod nadzor Perugie in to mesto je dobilo nadzor nad Severnim Trasimenom. Zgrajen je bil na Monte Castiglione, blizu dveh rek. Grad in okoliško naselje na Vernazzanu so v 15. stoletju in dve stoletji pozneje poškodovali močni potresi in popotresni sunki. Vodna erozija temeljev je povzročila, da se je stolp v 18. stoletju nagnil. Vernazzano je bil obnovljen v dolini, stran od tega mesta, ki je bilo učinkovito za teritorialni nadzor, vendar je bilo manj primerno za bivanje v. Nagnjeni stolp je bil zato zapuščen skoraj 300 let. Da bi se izognili propadu, so pred kratkim dodali jekleno armaturo. Stolp ni dobro znan, saj stoji stran od glavnih ulic. Viden je od daleč, vendar ni lahko dostopen.

## Slike
- Ostanki dreves na obalah jezera. Zasadili so jih, ko je bila gladina jezera precej nižja in so umrli, ko se je voda dvignila.
- jezero iz Montebuono di Magione.
- Nagnjen stolp. Njegov položaj ohranja več nedavno nameščenih jeklenic.